# Jednorożec magdeburski

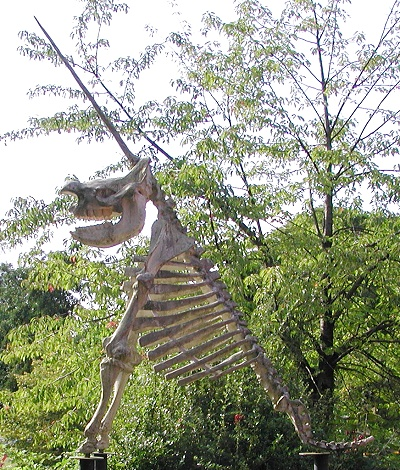
Model 3D w zoo w Osnabrück

Jednorożec magdeburski, niem. Magdeburger Einhorn – wczesnonowożytna próba rekonstrukcji zwierzęcia w oparciu o odnalezione fragmenty szkieletu, dokonana przez Ottona von Geuricke.
Jednorożec magdeburski był dziełem fizyka, inżyniera i burmistrza Magdeburga Ottona von Geuricke. W 1663 r. w Jaskini Jednorożca w Seweckenberge koło Quedlinburga, który leżał w okolicach Magdeburga, w kamieniołomach, w których wydobywano gips, odkryto dużą liczbę skamieniałości z okresu ostatniego zlodowacenia. Do rekonstrukcji von Guericke wykorzystał elementy szkieletów zwierząt kopalnych i współczesnych, przy czym róg jest najprawdopodobniej kłem narwala jednozębnego, czaszka pochodzi od nosorożca włochatego, a łopatki i kości dwóch przednich kończyn pochodzą od mamuta włochatego, zaś pochodzenie pozostałych kości jest niejasne.
Rekonstrukcja jednorożca wykonana przez von Guericke zaginęła, zachowały się jedynie rysunki stworzonego przez niego rekonstruktu. Starszy z rysunków został opublikowany w 1714 r. przez Michaela Bernharda Valentiniego, który miał wykonać rysunek na podstawie szkiców rysunków von Guericke oraz opisu autorstwa astronoma z Quedlinburga Johannesa Meyera.
Bardziej znanym rysunkiem jednorożca magdeburskiego jest praca opublikowana w 1749 r. w dziele Protogaea Gottfrieda Wilhelma Leibniza, który korzystał z opisów i rysunków przesłanych mu przez Johannesa Meyera, przy czym Leibniz i jego rytownik poprawili i uzupełnili wygląd rekonstrukcji zgodnie z własną wyobraźnią i jak zanotował Leibnitz lepszą wiedzą o budowie jednorożca. Współcześnie powstały modele 3D.
W chwili stworzenia rekonstrukcji znanej jako jednorożec magdeburski nie był jeszcze znany wymarły gatunek nosorożca włochatego, który został opisany w 1769 r.